# Escola MDP Assís
L'Escola Divina Pastora / MDP Assís és un edifici de Premià de Mar (Maresme) protegit com a Bé Cultural d'Interès Local. Que pertany a la Congregació de les Germanes Caputxines de la Mare del Diví Pastor.

## Descripció
Es tracta d'un edifici civil, construcció del qual és aïllada, de planta rectangular, amb baixos, pis i golfes sota terrat. Destaca l'ús del maó vist a totes les obertures, als angles, a les franges que recorren les façanes i a la coronació de l'edifici, formada per l'últim pis i que juntament amb els murs que tanquen el terrat, formen un sol cos. Originalment, aquest pis superior, que exteriorment reflecteix una galeria d'arcs quasi parabòlics, fou utilitzat com a dormitori de les religioses. Actualment està destinat a aules. Un pati circumda l'edifici excepte a la façana principal.